# Роберто Сальвадорі
Роберто Сальвадорі (італ. Roberto Salvadori, нар. 29 липня 1950, Маджента) — італійський футболіст, що грав на позиціях захисника і півзахисника, насамперед за «Торіно», у складі якого — чемпіон Італії. 

## Ігрова кар'єра
Народився 29 липня 1950 року в Мадженті. Вихованець футбольної школи місцевого однойменного клубу.
У дорослому футболі дебютував 1969 року виступами за команду «Вербанія», в якій провів три сезони, взявши участь у 94 матчах чемпіонату. Згодом протягом 1972—1973 років захищав кольори «Алессандрії».
Своєю грою за останню команду привернув увагу представників «Торіно», до складу якого приєднався 1973 року. Відіграв за туринську команду наступні десять сезонів своєї ігрової кар'єри. Був серед основних гравців команди, яка за результатами сезону 1975/76  виборола титул чемпіона Італії.
Завершував ігрову кар'єру в «Алессандрії», до якої повертався на сезон 1983/84.

## Титули і досягнення
- Чемпіон Італії (1):

«Торіно»: 1975-1976